# Кисак (Горња Вијена)
Кисак (фр. Cussac) насеље је и општина у централној Француској у региону Лимузен, у департману Горња Вијена која припада префектури Рошешуар.
По подацима из 2004. године у општини је живело 1 214 становника, а густина насељености је износила 38 становника/km². Општина се простире на површини од 31,70 km². Налази се на средњој надморској висини од 360 метара (максималној 476 m, а минималној 264 m).

## Демографија
| 1962. | 1968. | 1975. | 1982. | 1990. | 1999. | 2011. |
| ----- | ----- | ----- | ----- | ----- | ----- | ----- |
| 1.155 | 1.183 | 1.253 | 1.252 | 1.206 | 1.123 | 1.222 |

График промене броја становника у току последњих година